# Ангел света
«Ангел света» (англ.  Gabriel) — австралийский мистический боевик 2007 года режиссёра Шейна Эббесса, в главной роли Энди Уитфилд.

## Сюжет
С начала времен между небесами и адом шла борьба за чистилище и души, находящиеся там. Каждая сторона направила семь воинов: архангелов с небес, падших ангелов из ада. Они должны принять человеческий облик, чтобы проникнуть в чистилище. Ад добился контроля, превратив Чистилище в темный, захудалый город. Последний Архангел Гавриил (Энди Уитфилд) пытается выяснить, что стало с его товарищами и восстановить Свет.

## В ролях
- Энди Уитфилд — Гавриил
- Дуэйн Стивенсон — Самаэль/Михаил
- Саманта Ноубл — Амитиил/Джейд
- Эрика Хейнэтц — Лилит
- Гарри Павлидис — Уриил
- Джек Кэмпбелл — Рафаил
- Майкл Пиччирилли — Асмодей
- Мэтт Хилтон Тодд —  Итуриил
- Кевин Коупленд — Ахриман
- Брендан Клеркин — Балан
- Горан Д. Клёйт — Молох
- Валентино Дель Торо — Балиэль